# Chapelle d'Harambeltz
La chapelle Saint-Nicolas de Myre ou chapelle Saint-Nicolas de Bari ou chapelle d'Harambeltz est située au lieu-dit Harambeltz, à Ostabat-Asme dans les Pyrénées-Atlantiques. Créée à la fin du   XIIe siècle ou au XIIIe siècle, elle était adossée à un hôpital des chemins de Compostelle du XIe siècle, formant ainsi un prieuré-hôpital.

## Toponymie
Harambeltz apparaît dans divers documents sous les noms Harambels, Aranbels, Arambels, Farambels, Harembels, Harambela. L'hôpital est dénommé Hospitale Sancti Nicolai de Arambels, (ou Hospitali Sancti Nicolai de Arembels ?) dans un texte de 1106.
En basque ce nom signifie littéralement « vallée noire », en référence à la forêt environnante.

## Historique
L'hôpital d'Harambeltz est cité dans un don fait par Loup-Eneco en 1059 dans son testament. Il est le père de Garcia-Loup, premier vicomte de Baïgorry. Le petit-fils de ce dernier Loup II-Eneco fait également un don en espèces en 1106. Le baron de Luxe, Lantabat et Ostabat Pierre-Arnaud I fait don de terres en 1209,.
Le linteau de la maison Etxeberria voisine dit celle-ci reconstruite au XVIIIe siècle sur une maison de 984.
La chapelle n'est pas répertoriée sur le cartulaire de Dax de la première moitié du XIIe siècle, ce qui montre que celle-ci est largement postérieure à l'hôpital.
Contrairement à la plupart des établissements semblables, il était indépendant de toute confrérie religieuse et tenu par quatre donats qui choisissaient leur prieur auquel ils devaient obéissance. Leurs noms ont traversé les âges : Sala, Etxeberria, Borda et Etxeto.
L'établissement est à cheval sur la voie romaine Bordeaux-Astorga, décrite par l'itinéraire d'Antonin,. Il est à la confluence des voies majeures des chemins de Compostelle donnant naissance au camino navarro. Il constitue le départ d'un chemin secondaire rejoignant le prieuré-hôpital de Behaune à Lantabat puis Jaxu par le col d'Achurde (col des Palombières), évitant ainsi les « mauvais péages de l'Ostabarret ». Aujourd'hui la chapelle est sur le GR65, inscrit par l'UNESCO au patrimoine mondial entre Aroue et Ostabat.
La route Ostabat-Saint-Palais empruntait ce chemin jusqu'au XVIIIe siècle.
Comme beaucoup d'autres, le prieur d'Harambeltz était un notable, supérieur hiérarchique de curés de paroisses voisines et ayant droit de représentation aux États de Navarre. Le dernier d'entre eux, Jacques de Borda, avait la charge des paroisses de Uhart-Mixe et d'Arhansus. Mort en 1760, il est inhumé dans la chapelle.
Le prieuré-hôpital a existé en tant qu'institution jusqu'en 1784, date à laquelle Louis XVI a supprimé ce type d'établissement par lettre patente. Toutefois la carte de Cassini montre que la partie hôpital était à l'abandon avant 1756, date de fin des relevés cartographiques. Ceci correspond à la déliquescence du système des donats, illustrée par leur disparition à Utxiat, proche d'Ostabat, en 1757. L'établissement devient bien national à la révolution et est racheté en indivision par les familles des anciens donats : Arnaud Etcheverry, Arnaud Etchetoa, Jean Salla et Jacques Borda en 1795.
La partie hospitalière a disparu à une date récente puisqu'elle figure encore sur un dessin d'Odilon Redon daté de 1866. Il faut noter que ce dessin ne restitue pas correctement la sacristie telle qu'elle figure sur le cadastre napoléonien de 1832 ou telle qu'elle est actuellement. La partie hôpital du dessin est cependant à-peu-près conforme au schéma du cadastre et montre un bâtiment de taille importante. On note sur ce même cadastre un bâtiment de taille plus modeste proche du cimetière.
Il n'existe pas de vestige du prieuré.
Le toit a été refait en 1960. Le monument a été inscrit aux monuments historiques une première fois en 1944 puis en 1987, protections remplacées par un décret de classement en 2001. L'ensemble, y compris les décors intérieurs, a été restauré de 2008 à 2010.

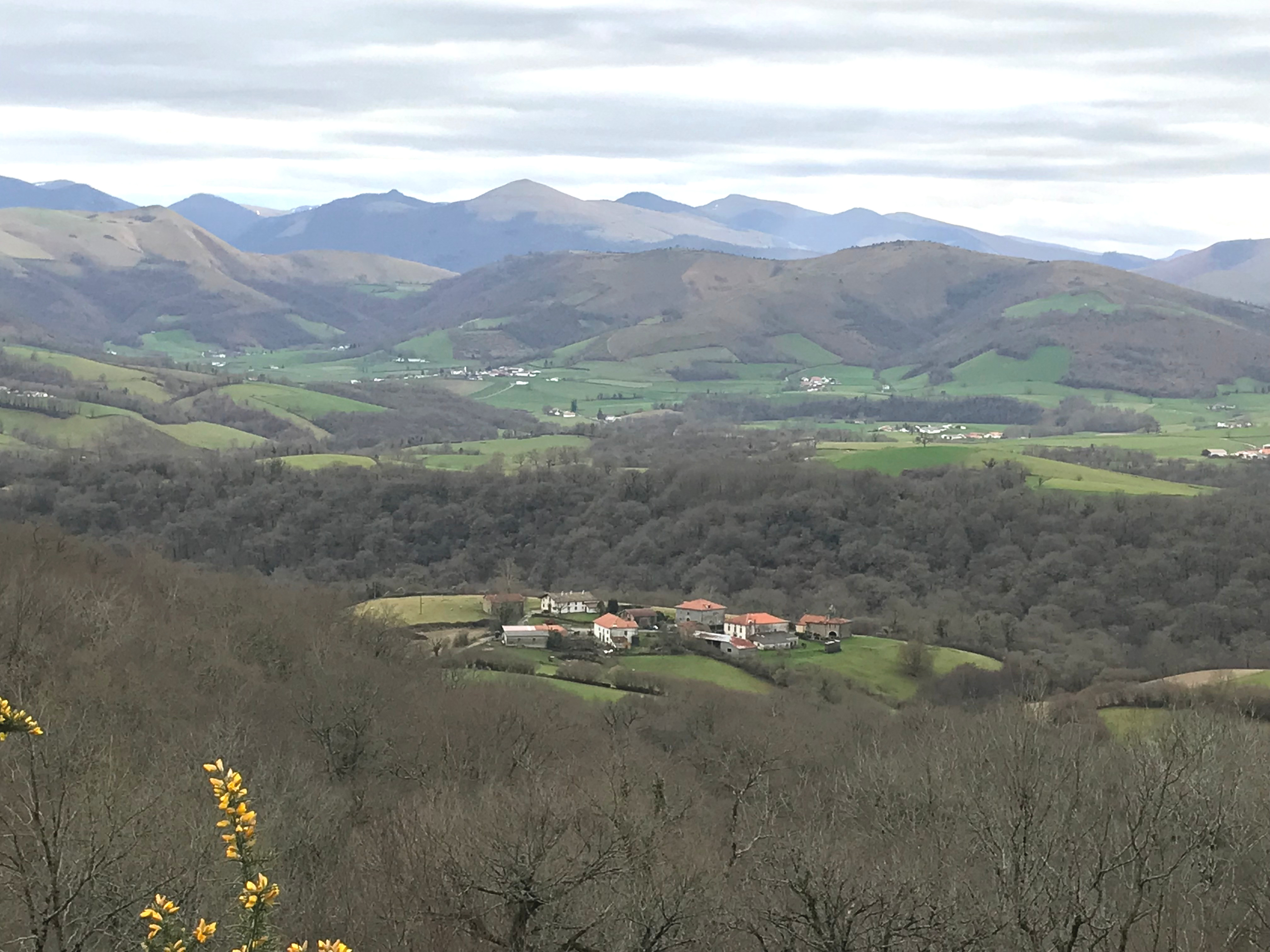
Hameau d'Harambels (site protégé[16]).
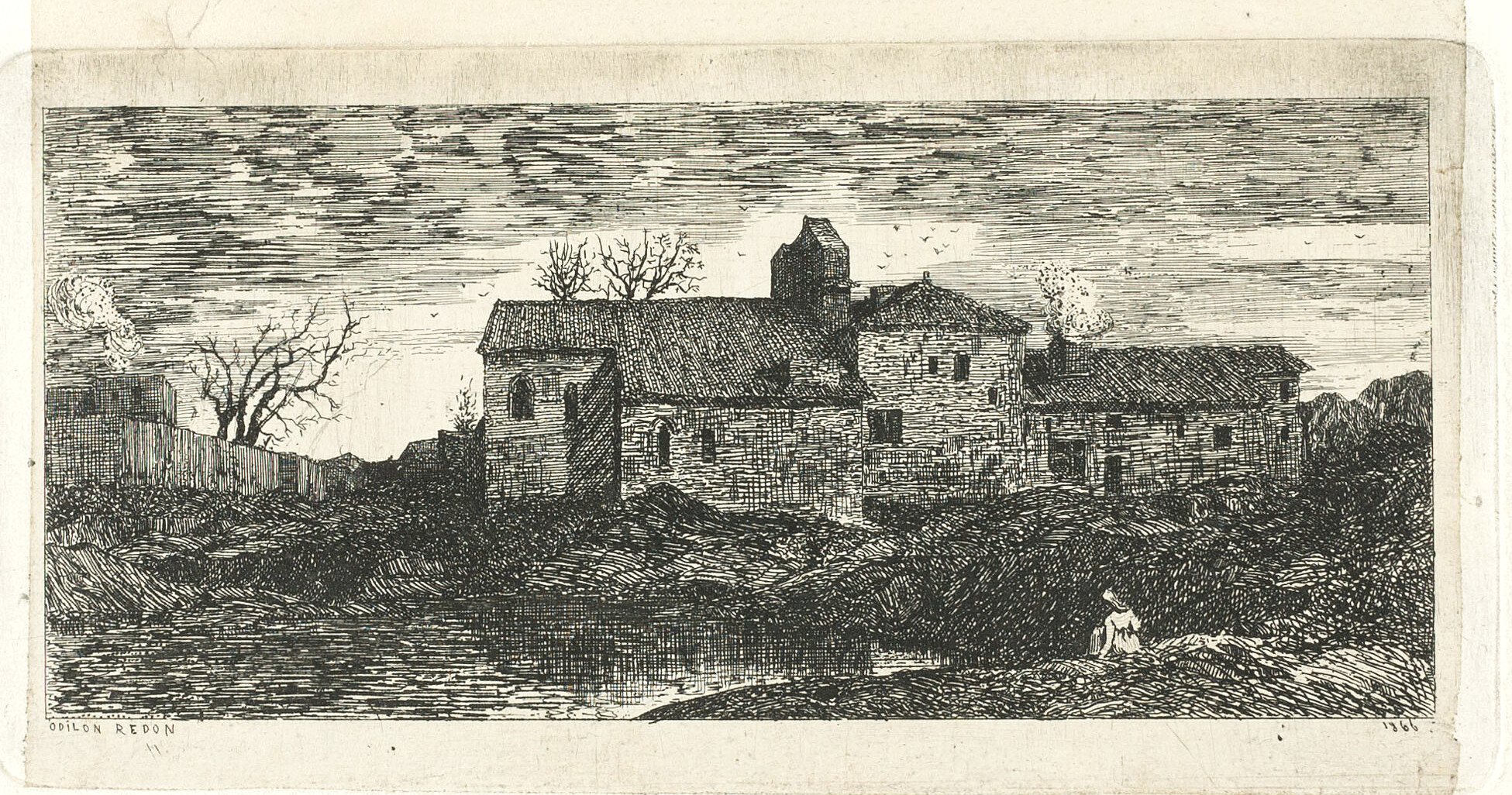
Prieuré-hôpital d'Harambeltz en 1866. Eau-forte d'Odilon Redon.
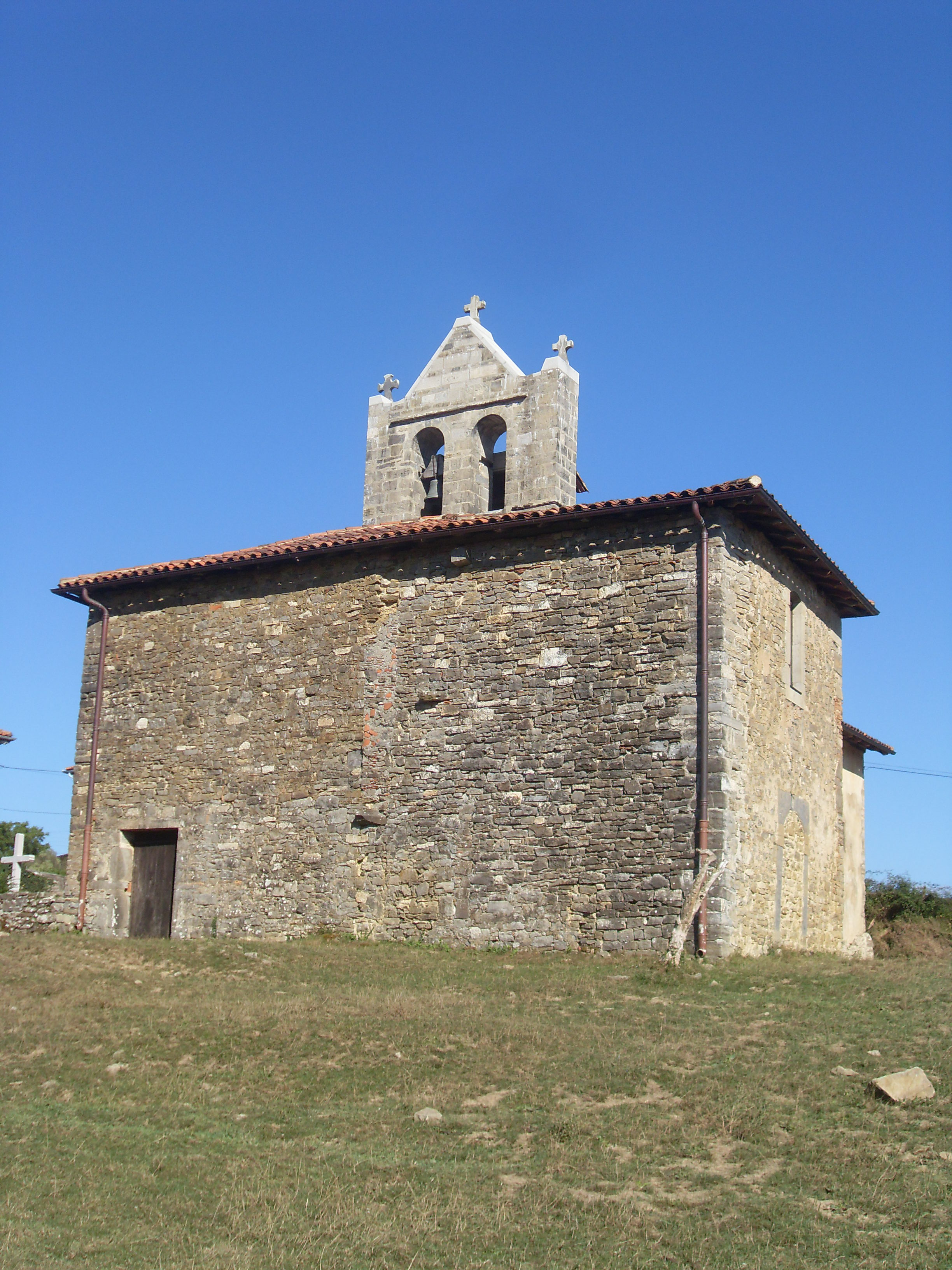
Vue nord-ouest. La porte était une entrée de l'hôpital.
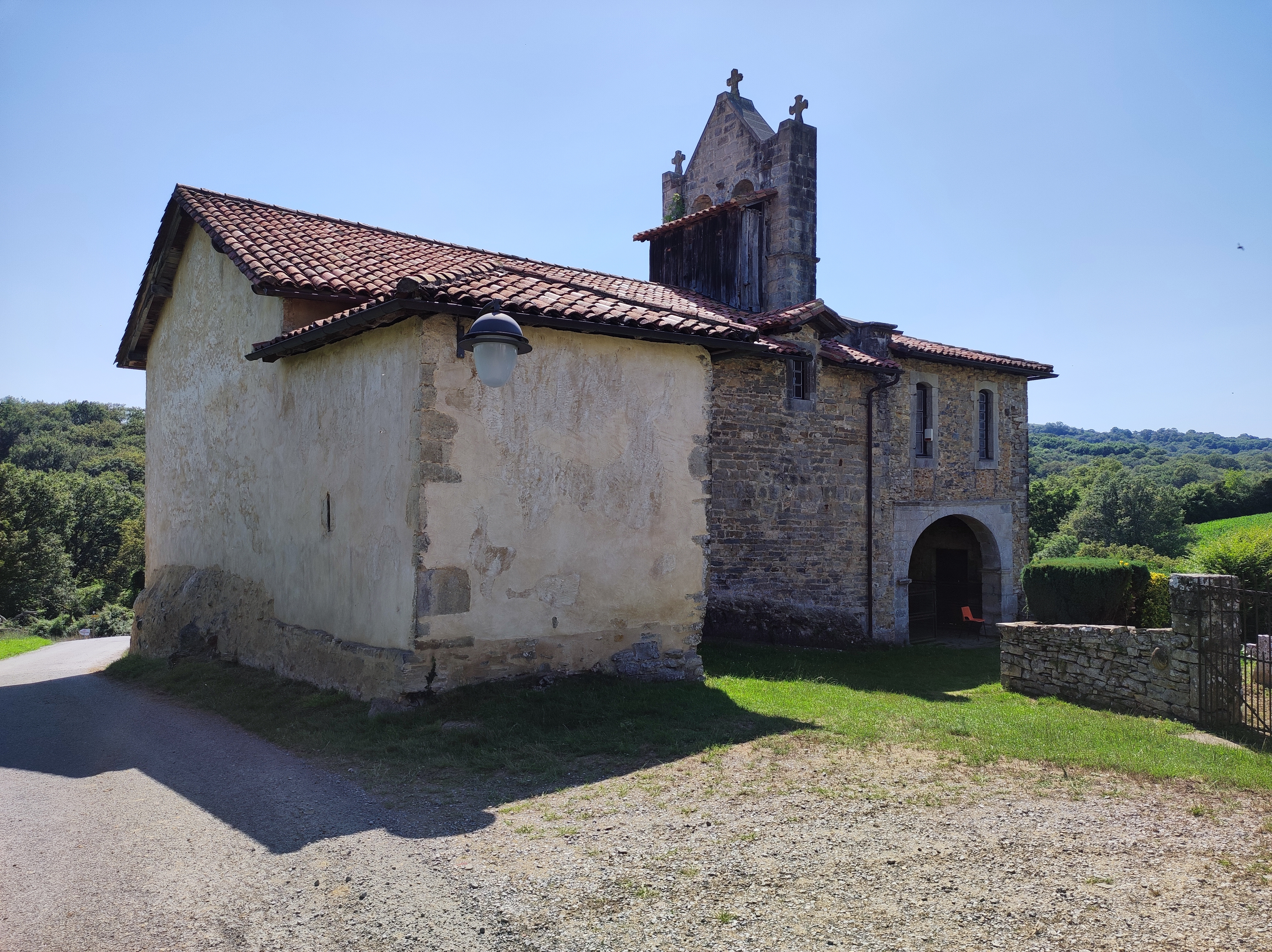
Vue nord-est. On aperçoit les traces d'un ancien bâtiment.

## Architecture et décors

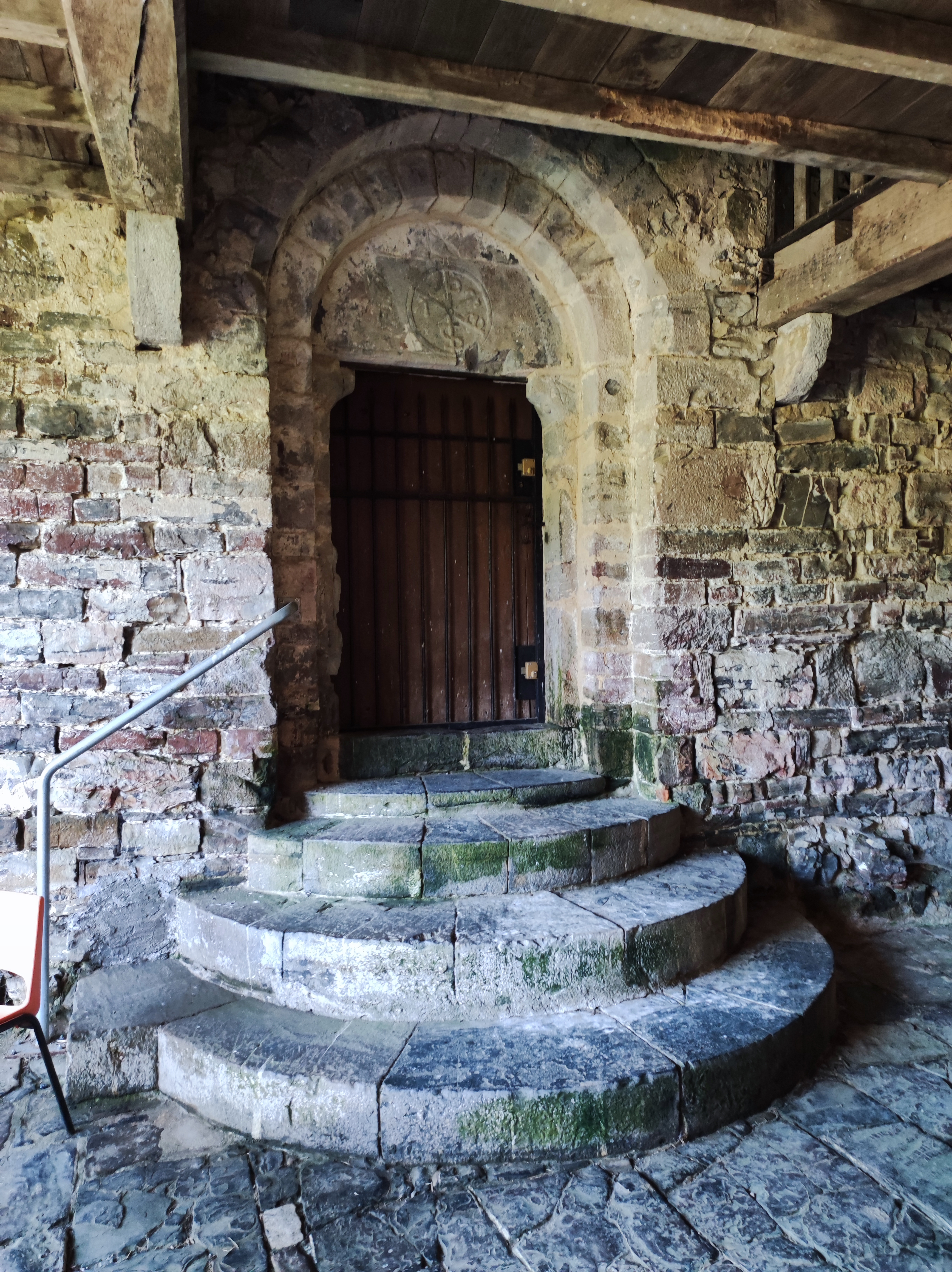
Entrée.
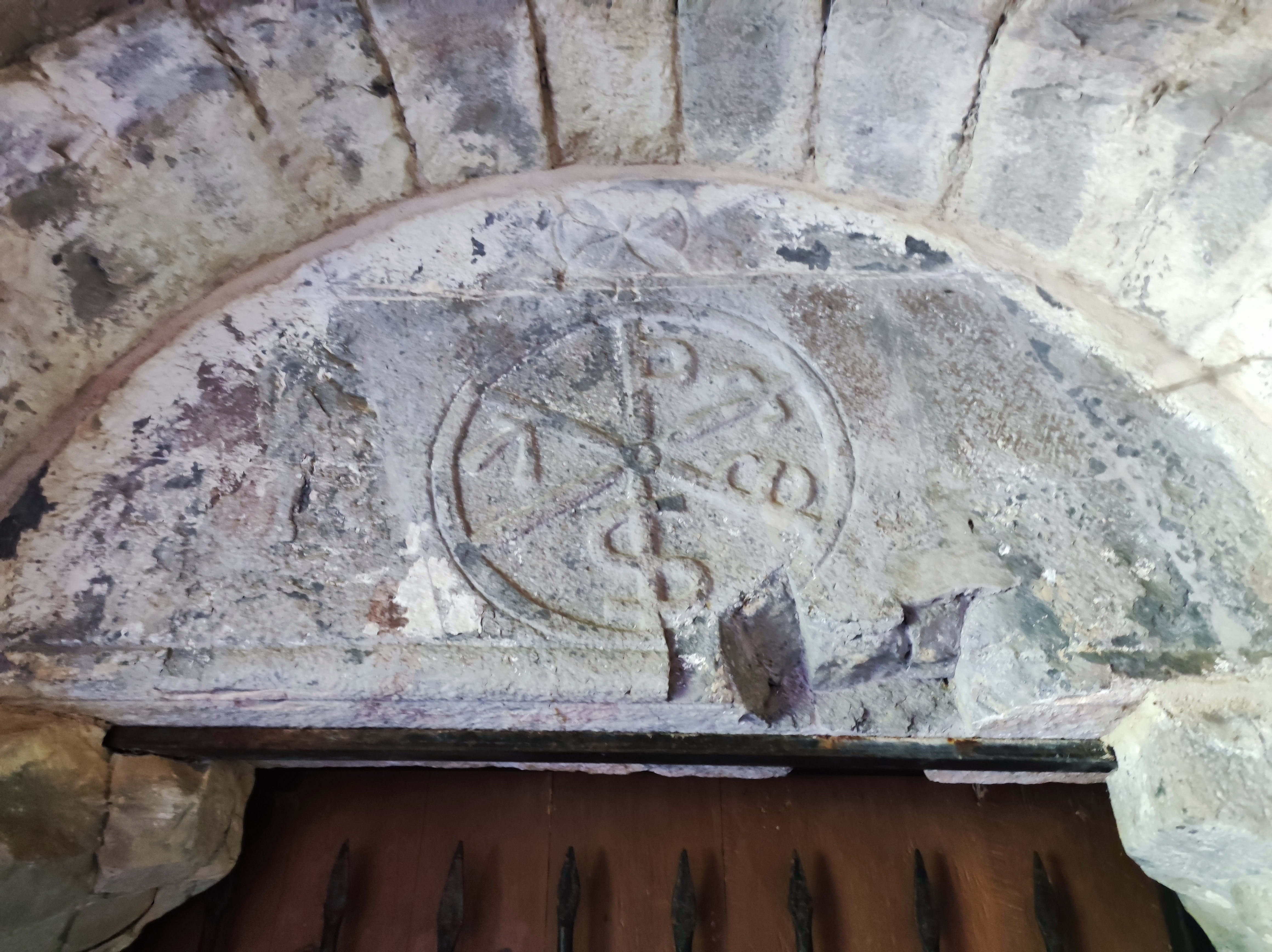
Linteau de la porte d'entrée.

La chapelle est constituée par une simple salle rectangulaire de treize mètres de long sur huit de large, à vaisseau unique et chevet plat. Les murs font 1,1 m d'épaisseur. Certaines ouvertures d'origine ont été remplacées au XIXe siècle par d'autres, plus larges. La partie basse du mur au sud-est montre l'existence d'un bâtiment antérieur. La chapelle est recouverte par un toit à longs pans et pignon couvert. La sacristie date du XVIIIe siècle et est couverte d'un toit en croupe. Le porche comportant deux niveaux dont un étage d'habitation est également couvert par un toit en croupe. Au nord-ouest, le clocher trinitaire est percé de deux baies campanaires, avec chambre des cloches en bois surmontée d'un toit en appentis de facture récente.
La porte d'entrée de la chapelle, en arc en plein cintre à double voussure, est précédée de quatre marches en calcaire lité. Le tympan roman est sculpté d'un chrisme, d'une croix de Malte et d'une étoile à cinq branches. Le pied-droit de gauche de la porte possède également une tête sculptée, qui pourrait provenir du bâtiment antérieur.
Au nord-ouest le porche comporte deux niveaux et deux grandes entrées latérales dont l'une est murée. Une troisième porte donnait sur la partie hospitalière disparue. Le niveau supérieur servait d'habitation. 
À l'intérieur, se trouve un riche décor homogène du XVIIe siècle : tribune à balustres, voûte lambrissée au décor peint avec représentations des évangélistes, grand retable monumental à l'effigie de Saint-Nicolas de Bari.